# Liste der Orte im Landkreis Regen
Die Liste der Orte im Landkreis Regen listet die 759 amtlich benannten Gemeindeteile (Hauptorte, Kirchdörfer, Pfarrdörfer, Dörfer, Weiler und Einöden) im Landkreis Regen auf.

## Systematische Liste
Alphabet der Städte und Gemeinden mit den zugehörigen Orten.
- Die Gemeinde Achslach mit 27 Gemeindeteilen:
  - Pfarrdorf Achslach
  - Dörfer Finkenschlag, Grün, Kogl, Lindenau und Wolfertsried
  - Weiler Aign, Au, Bachlehen, Frath, Hienhardt, Hohenried, Kager, Kalteck, Oed, Randsburg, Rimbeck, Weghof, Wieden und Zeitlhof
  - Einöden Edenhofen, Hofpoint, Kottinggrub, Leuthen, Oedwies, Schreindorf und Zeitlsäge

- Die Gemeinde Arnbruck mit 22 Gemeindeteilen:
  - Pfarrdorf Arnbruck
  - Dörfer Exenbach, Gutendorf, Höbing, Hötzelsried, Niederndorf, Rappendorf, Sindorf, Thalersdorf und Trautmannsried
  - Weiler Auhof, Bach, Baumgarten, Lerchenholz, Riedl, Röhrlhof, Schedlhof, Weidenhof und Wurz
  - Einöden Asperhöhe, Poschingerhütte und Streit

- Die Gemeinde Bayerisch Eisenstein mit 16 Gemeindeteilen:
  - Pfarrdorf Bayerisch Eisenstein
  - Kirchdorf Regenhütte
  - Dörfer Eisensteinermühle, Neuhütte und Seebachschleife
  - Weiler Arberhütte, Brennes I, Brennes II, Seebachhütte und Steinhütte
  - Einöden Arberschutzhaus, Arberseehaus, Grafhütte, Neuwaldhaus, Schachtenbach und Schwellhäusl

- Die Gemeinde Bischofsmais mit 36 Gemeindeteilen:
  - Pfarrdorf Bischofsmais
  - Dörfer Burggrafenried, Fahrnbach, Ginselsried, Großbärnbach, Habischried, Hermannsried, Hochbruck, Hochdorf, Langbruck, Oberried, Ritzmais und Seiboldsried vorm Wald
  - Feriendorf Dürrwies
  - Weiler Birkenthal, Burgstall, Dietrichsmais, Doppelmühle, Käsermühl, Kleinbärnbach, Oed, Ritzmaisersäg, Sankt Hermann, Scheibe, Stegwiese, Teufelstisch, Wastlsäg und Wolfersbach
  - Einöden Einöde, Fichtenbach, Hartwachsried, Jägerwies, Kaltenbrunn, Oberbreitenau und Unterbreitenau
  - Elektrizitätswerk Füllersäge

- Die Gemeinde Böbrach mit 30 Gemeindeteilen:
  - Pfarrdorf Böbrach
  - Kirchdorf Oberauerkiel
  - Dörfer Etzendorf, Haidsberg, Katzenbach und Unterauerkiel
  - Weiler Bamming, Dirnberg, Gstaudach, Höhmannsbühl, Maisried, Öd, Rettenberg, Roppendorf, Stein und Wieshof
  - Einöden Bärnerau, Berghaus, Böbrachmühle, Eck, Hammermühl, Jägerhaus, Kronhammer, Meindlgrub, Obersteinhaus, Pfefferhaus, Raschau, Schmalzgrub, Schrollhof, Weghof

- Der Markt Bodenmais mit 19 Gemeindeteilen:
  - Hauptort Bodenmais
  - Dörfer Mais, Miesleuthen, Silberberg und Unterlohwies
  - Weiler Böhmhof, Glashütte, Karlhammer, Klause, Kohlplatz, Mooshof, Untersteinhaus und Waid
  - Einöden Bergwinkl, Harlachberg, Kothinghammer, Kreuzseign, Oberlohwies und Sternhammer

- Die Gemeinde Drachselsried mit 21 Gemeindeteilen:
  - Pfarrdörfer Drachselsried und Oberried
  - Dörfer Asbach, Blachendorf, Grafenried, Haberbühl, Lesmannsried, Rehberg und Unterried
  - Weiler Brennersried, Bühlhof, Frath, Frathau, Gabelhof, Kolbersbach, Schönbach, Staudenschedl und Wieshof
  - Einöden Grund, Riedlberg und Schareben

- Die Gemeinde Frauenau mit 15 Gemeindeteilen:
  - Pfarrdorf Frauenau
  - Dörfer Althütte, Flanitz, Flanitzmühle, Oberfrauenau, Reifberg und Zwieselau
  - Weiler Altposchingerhütte, Flanitzalm, Lüftenegg, Oberlüftenegg und Zell
  - Einöden Glaserhäuser, Linden und Schachten

- Die Gemeinde Geiersthal mit 31 Gemeindeteilen:
  - Kirchdörfer Altnußberg, Fernsdorf und Geiersthal
  - Dörfer Berging, Frankenried, Furthof, Hartmannsgrub, Höfing, Holzhaus, Kammersdorf und Linden
  - Weiler Auhof, Eisberg, Felburg, Haidberg, Hinterberg, Madlholz, Oberleiten, Pfranzgrub, Piflitz, Seigersdorf, Unterberging, Viertlweggrub, Vorderpiflitz und Weging
  - Einöden Grandmühle, Gumpenried, Haid am Sand, Haidhof, Holzwies und Marienthal

- Die Gemeinde Gotteszell mit 16 Gemeindeteilen:
  - Pfarrdorf Gotteszell
  - Dörfer Tafertsried und Weihmannsried
  - Weiler Bachhaus, Gießhübl, Haberröhren, Hochgart, Neubau, Spirkhof und Weiherhäuser
  - Einöden Bergheim, Hochweid, Kalvarienberg, Vogelsang, Waldhaus und Wittmannsberg

- Die Gemeinde Kirchberg i.Wald mit 29 Gemeindeteilen:
  - Pfarrdörfer Kirchberg i.Wald und Untermitterdorf
  - Kirchdorf Zell
  - Dörfer Berneck, Dornhof, Dösingerried, Ebertsried, Hangenleithen, Hintberg, Höllmannsried, Kaltenbrunn, Laiflitz, Mitterbichl, Obernaglbach, Raindorf, Reichertsried, Schönbrunn, Sommersberg, Stadlhof, Unternaglbach, Unterneumais und Wolfau
  - Weiler Gfradert, Kleinloitzenried, Ottenberg und Schleeberg
  - Einöden Furthmühle, Holzmühle und Voglmühle

- Die Gemeinde Kirchdorf i.Wald mit 13 Gemeindeteilen:
  - Pfarrdorf Kirchdorf i.Wald
  - Dörfer Abtschlag, Bruck, Grünbach, Grünbichl, Haid, Kirchdorföd, Schlag, Trametsried und Waldhaus
  - Einöden Hinhart, Röhrnachmühle und Zellermühle

- Die Gemeinde Kollnburg mit 103 Gemeindeteilen:
  - Pfarrdörfer Kirchaitnach und Kollnburg
  - Kirchdorf Allersdorf
  - Dörfer Baierweg, Bramersberg, Dörfl, Einweging, Hinterviechtach, Maierhof, Münchshöfen, Nößling, Oberhofen, Ogleinsmais, Ramersdorf, Rechertsried, Reichsdorf, Schwarzgrub, Sedlhof, Wetterstein und Windsprach
  - Weiler Ayrhof, Böhmersried, Göttlhof, Grub, Gsteinach, Haberbühl, Händlern, Hilb, Hinterberg, Hinterholzen, Hochstraß, Hof, Höfen, Holzapflern, Hornhof, Kammeraitnach, Karglhof, Mehlbach, Mittergrößling, Müllersdorf, Neidling, Obergrößling, Obersteinbühl, Oed, Oedhof, Raßmann, Rieglkopf, Sattel, Schmidaitnach, Schwarzhof, Schweinberg, Sickermühle, Steffelhof, Stein, Tafnern, Taging, Tanzstadl, Täublmühle, Untersteinbühl, Vorderau, Waldhof, Weggütl, Weidhaus, Weinhartsau, Wies, Wieshof, Winklern und Winterlehen
  - Einöden Altaitnach, Aumühle, Bach, Berging, Brandhof, Ehren, Eisberg, Fellerhof, Gnad, Göllhorn, Haiderhof, Hartmannsberg, Himmelwies, Kagermühle, Kandlerhof, Lehen, Leuthen, Liebhof, Oberriedl, Pimmern, Pröllersäge, Raklern, Reisach, Schreinermühle, Schweinberger Mühle, Tafertshof, Täublhof, Unterdornach, Untergrößling, Unterriedl, Wieshof und Zahrmühle

- Die Gemeinde Langdorf mit 15 Gemeindeteilen:
  - Pfarrdorf Langdorf
  - Dörfer Außenried, Brandten, Kohlnberg, Nebelberg, Schöneck und Schwarzach
  - Weiler Klafferhof, Reisachmühle und Waldmann
  - Einöden Burgstall, Froschau, Froschaumühle, Klaffermühle und Paulisäge

- Die Gemeinde Lindberg mit 22 Gemeindeteilen:
  - Pfarrdörfer Lindberg und Ludwigsthal
  - Kirchdörfer Buchenau, Spiegelhütte und Unterzwieselau
  - Dörfer Kreuzstraßl, Lehen, Lindbergmühle, Oberlindbergmühle, Oberzwieselau, Pochermühle und Zwieslerwaldhaus
  - Weiler Beihof, Benat, Dampfsäge, Jungmaierhütte, Rieshaus, Scheuereck und Schleicher
  - Einöden Altpocher, Hirschbach und Schachtenhaus

- Die Gemeinde Patersdorf mit 28 Gemeindeteilen:
  - Pfarrdorf Patersdorf
  - Dörfer Grünbach, Haidenberg, Handling, Masselsried, Prünst, Schönberg und Zuckenried
  - Siedlung Knabenhof
  - Weiler Anger, Hinterleuthen, Mooshof, Neumühle, Schwarzen, Sündweging und Tradweging
  - Fabrik Wildtier
  - Einöden Bernwinkl, Hampermühle, Harthof, Häuslern, Irlach, Perlesried, Prenning, Schön, Steineröd, Weidwies und Zottling

- Die Gemeinde Prackenbach mit 65 Gemeindeteilen:
  - Pfarrdörfer Moosbach und Prackenbach
  - Kirchdorf Krailing
  - Dörfer Fichtental, Hagengrub, Hetzelsdorf, Hinterhagengrub, Mitterdorf, Moosbacherau, Tresdorf, Unterrubendorf, Viechtafell, Voggenzell und Wiedenhof
  - Weiler Altwies, Anger, Bartlberg, Berg, Boxberg, Dumpf, Egern, Egernhäusl, Engelsdorf, Frauenwies, Grub, Heilmberg, Igleinsberg, Kager, Lexanger, Maierhof, Meidengrub, Moosberg, Neumühle, Obermühle, Oberrubendorf, Ruhmannsdorf, Schöpferhof, Schwaben, Schwarzendorf, Tafertshof, Wiedenmühle, Zeitlhof und Zell
  - Einöden Ahrain, Aurieden, Ehrenhof, Geigenmühle, Heiligenwies, Herzogsäge, Hintermaulendorf, Kreilstein, Lehen, Leuthen, Neuhäusl, Oberreisach, Oberstein, Ödland, Rattersberg, Schwabwies, Steinhof, Steinmühle, Thannhof, Unterreisach, Vormühle und Zeitlau

- Die Stadt Regen mit 57 Gemeindeteilen:
  - Hauptort Regen
  - Pfarrdorf March
  - Kirchdorf Schweinhütt
  - Dörfer Bärndorf, Bettmannsäge, Edhof, Metten, Neigerhöhe, Obermitterdorf, Oberneumais, Oleumhütte, Pometsau, Reinhartsmais, Rinchnachmündt, Rohrbach, Sallitz, Schollenried, Schützenhof, Weißenstein und Weißensteiner-Au. Die Siedlung Dreieck
  - Weiler Augrub, Ecklend, Finkenried, Großseiboldsried, Kattersdorf, Kerschlhöh, Kleinseiboldsried, Maschenberg, Pfistermühle, Poschetsried, Riedham, Schochert, Schönhöh, Schwaighof, Spitalhof, Sumpering, Tausendbach, Thurnhof, Wickersdorf und Wieshof
  - Einöden Aden, Ebenhof, Eggenried, Frauenmühle, Huberhof, Kagerhof, Kreuzerhof, Kühhof, Matzelsried, Neigermühle, Neusohl, Richtplatz, Schauerhof, Schlossau, Thanhof und Windschnur

- Die Gemeinde Rinchnach mit 27 Gemeindeteilen:
  - Pfarrdorf Rinchnach
  - Dörfer Gehmannsberg, Großloitzenried, Grub, Hönigsgrub, Kandlbach, Kasberg, Klessing, Oberasberg, Ried, Schönanger, Sölden, Unterasberg, Widdersdorf und Zimmerau
  - Weiler Ellerbach, Falkenstein, Kapfham, Kohlau, Sitzhof, Stadl, Stadlmühle und Zapfenried
  - Einöden Breitmoos, Danzeröd, Herrnmühle und Voggenried

- Der Markt Ruhmannsfelden mit 14 Gemeindeteilen:
  - Hauptort Ruhmannsfelden
  - Dörfer Huberweid und Pulvermühle
  - Weiler Hahnburg, Hochstraße und Stockerholz
  - Einöden Bergerhäusl, Bergerweid, Bruckmühle, Leuthenmühle, Multernhäusl, Rabenstein, Stegmühle und Steinbreiten

- Der Markt Teisnach mit 15 Gemeindeteilen:
  - Hauptort Teisnach
  - Kirchdorf Kaikenried
  - Dörfer Altenmais, Arnetsried, Aschersdorf, Bärmannsried, Busmannsried, Oed, Sohl und Wetzelsdorf
  - Weiler Stadlhof, Triendlmühle und Zinkenried
  - Einöden Hofstatt und Weiden

- Die Stadt Viechtach mit 94 Gemeindeteilen:
  - Hauptort Viechtach
  - Stadtteile Riedmühle, Rugenhof und Rugenmühle
  - Pfarrdörfer Schönau und Wiesing
  - Kirchdorf Neunußberg
  - Dörfer Amesberg, Bärndorf, Blossersberg, Bühling, Fischaitnach, Grossenau, Irlseign, Lammerbach, Lindl, Pfaffenzell, Pirka, Plöß, Rannersdorf, Rattersberg, Schlatzendorf und Weigelsberg
  - Weiler Angerhäuser, Bachlern, Baumgarten, Brücklwies, Eben, Eging, Gscheidbühl, Gstadt, Harnberg, Hartbühl, Haselbach, Heitzenzell, Hinkhof, Höllenstein, Huttersberg, Irlach, Kronberg, Moosleuthen, Oberbrettersbach, Oberhöfen, Pfahl, Pignet, Rauhbühl, Schmidweide, Schnitzhof, Schwalstein, Schwibleinsberg und Stein
  - Einöden Bärnloch, Böhmerlhäusl, Buchberg, Dürrfeld, Ebenholz, Eichbühl, Enzleinsgrub, Gmeinholz, Gröllerhaus, Grubhof, Gumbach, Haid, Heinzlhof, Hohenleithen, Kager, Kaltenbrunn, Kastlmühle, Kreuzbuche, Kreuzstiegl, Kronberghäng, Lerchenfeld, Leuthenmühle, Nebenweg, Penzrain, Poppenzell, Reibenmühle, Reilbrunn, Reilhäng, Reilhof, Reilwies, Reiserberg, Ries, Rittmannsberg, Rothenbühl, Sägmühle, Schnitzmühle, Stockhof, Stockwiese, Unterbrettersbach, Wurz, Zieglhütte und Zießelsberg
  - Sonstiger Ort Fernöd

- Die Gemeinde Zachenberg mit 37 Gemeindeteilen:
  - Dörfer Auerbach, Auhof, Furth, Giggenried, Gotteszell, Gottlesried, Kirchweg, Kleinried, Köckersried, Lämmersdorf, Muschenried, Ochsenberg, Triefenried, Zachenberg und Zierbach
  - Weiler Bruckberg, Bruckhof, Eckersberg, Fratersdorf, Gaisruck, Göttleinsberg, Haberleuthen, Hinterdietzberg, Hochau, Leuthen, Lobertsried, Vorderdietzberg und Weichselsried
  - Einöden Brumbach, Hafenried, Hasmannsried, Hausermühle, Klessing, Pointmannsgrub, Reisachmühle, Wandelmühle und Wolfsberg

- Die Stadt Zwiesel mit 11 Gemeindeteilen:
  - Hauptort Zwiesel
  - Dörfer Bärnzell, Griesbach, Innenried, Klautzenbach, Lichtenthal, Rabenstein, Theresienthal und Zwieselberg
  - Weiler Glasberg
  - Sonstiger Ort Ableg

## Alphabetische Liste
In Fettschrift erscheinen die Orte, die namengebend für die Gemeinde sind.

### A
- Ableg zu Zwiesel
- Abtschlag zu Kirchdorf i.Wald
- Achslach
- Aden zu Regen
- Ahrain zu Prackenbach
- Aign zu Achslach
- Allersdorf zu Kollnburg
- Altaitnach zu Kollnburg
- Altenmais zu Teisnach
- Althütte zu Frauenau
- Altnußberg zu Geiersthal
- Altpocher zu Lindberg
- Altposchingerhütte zu Frauenau
- Altwies zu Prackenbach
- Amesberg zu Viechtach
- Anger zu Patersdorf
- Anger zu Prackenbach
- Angerhäuser zu Viechtach
- Arberhütte zu Bayerisch Eisenstein
- Arberschutzhaus zu Bayerisch Eisenstein
- Arberseehaus zu Bayerisch Eisenstein
- Arnbruck
- Arnetsried zu Teisnach
- Asbach zu Drachselsried
- Aschersdorf zu Teisnach
- Asperhöhe zu Arnbruck
- Au zu Achslach
- Auerbach zu Zachenberg
- Augrub zu Regen
- Auhof zu Arnbruck
- Auhof zu Geiersthal
- Auhof zu Zachenberg
- Aumühle zu Kollnburg
- Aurieden zu Prackenbach
- Außenried zu Langdorf
- Ayrhof zu Kollnburg

↑ Zurück zum Inhaltsverzeichnis

### B
- Bach zu Arnbruck
- Bach zu Kollnburg
- Bachhaus zu Gotteszell
- Bachlehen zu Achslach
- Bachlern zu Viechtach
- Baierweg zu Kollnburg
- Bamming zu Böbrach
- Bärmannsried zu Teisnach
- Bärndorf zu Regen
- Bärndorf zu Viechtach
- Bärnerau zu Böbrach
- Bärnloch zu Viechtach
- Bärnzell zu Zwiesel
- Bartlberg zu Prackenbach
- Baumgarten zu Arnbruck
- Baumgarten zu Viechtach
- Bayerisch Eisenstein
- Beihof zu Lindberg
- Benat zu Lindberg
- Berg zu Prackenbach
- Berghaus zu Böbrach
- Bergerhäusl zu Ruhmannsfelden
- Bergerweid zu Ruhmannsfelden
- Bergheim zu Gotteszell
- Berging zu Geiersthal
- Berging zu Kollnburg
- Bergwinkl zu Bodenmais
- Berneck zu Kirchberg i.Wald
- Bernwinkl zu Patersdorf
- Bettmannsäge zu Regen
- Birkenthal zu Bischofsmais
- Bischofsmais
- Blachendorf zu Drachselsried
- Blossersberg zu Viechtach
- Böbrach
- Böbrachmühle zu Böbrach
- Bodenmais
- Böhmerlhäusl zu Viechtach
- Böhmersried zu Kollnburg
- Böhmhof zu Bodenmais
- Boxberg zu Prackenbach
- Bramersberg zu Kollnburg
- Brandhof zu Kollnburg
- Brandten zu Langdorf
- Breitmoos zu Rinchnach
- Brennersried zu Drachselsried
- Brennes I zu Bayerisch Eisenstein
- Brennes II zu Bayerisch Eisenstein
- Bruck zu Kirchdorf i.Wald
- Bruckberg zu Zachenberg
- Bruckhof zu Zachenberg
- Brücklwies zu Viechtach
- Bruckmühle zu Ruhmannsfelden
- Brumbach zu Zachenberg
- Buchberg zu Viechtach
- Buchenau zu Lindberg
- Bühlhof zu Drachselsried
- Bühling zu Viechtach
- Burggrafenried zu Bischofsmais
- Burgstall zu Bischofsmais
- Burgstall zu Langdorf
- Busmannsried zu Teisnach

↑ Zurück zum Inhaltsverzeichnis

### D
- Dampfsäge zu Lindberg
- Danzeröd zu Rinchnach
- Dietrichsmais zu Bischofsmais
- Dirnberg zu Böbrach
- Doppelmühle zu Bischofsmais
- Dörfl zu Kollnburg
- Dornhof zu Kirchberg i.Wald
- Dösingerried zu Kirchberg i.Wald
- Drachselsried
- Dreieck zu Regen
- Dumpf zu Prackenbach
- Dürrfeld zu Viechtach
- Dürrwies zu Bischofsmais

↑ Zurück zum Inhaltsverzeichnis

### E
- Eben zu Viechtach
- Ebenhof zu Regen
- Ebenholz zu Viechtach
- Ebertsried zu Kirchberg i.Wald
- Eck zu Böbrach
- Eckersberg zu Zachenberg
- Ecklend zu Regen
- Edenhofen zu Achslach
- Edhof zu Regen
- Egern zu Prackenbach
- Egernhäusl zu Prackenbach
- Eggenried zu Regen
- Eging zu Viechtach
- Ehren zu Kollnburg
- Ehrenhof zu Prackenbach
- Eichbühl zu Viechtach
- Einöde zu Bischofsmais
- Einweging zu Kollnburg
- Eisberg zu Geiersthal
- Eisberg zu Kollnburg
- Eisensteinermühle zu Bayerisch Eisenstein
- Ellerbach zu Rinchnach
- Engelsdorf zu Prackenbach
- Enzleinsgrub zu Viechtach
- Etzendorf zu Böbrach
- Exenbach zu Arnbruck

↑ Zurück zum Inhaltsverzeichnis

### F
- Fahrnbach zu Bischofsmais
- Falkenstein zu Rinchnach
- Felburg zu Geiersthal
- Fellerhof zu Kollnburg
- Fernöd zu Viechtach
- Fernsdorf zu Geiersthal
- Fichtenbach zu Bischofsmais
- Fichtental zu Prackenbach
- Finkenried zu Regen
- Finkenschlag zu Achslach
- Fischaitnach zu Viechtach
- Flanitz zu Frauenau
- Flanitzalm zu Frauenau
- Flanitzmühle zu Frauenau
- Frankenried zu Geiersthal
- Fratersdorf zu Zachenberg
- Frath zu Achslach
- Frath zu Drachselsried
- Frathau zu Drachselsried
- Frauenau
- Frauenmühle zu Regen
- Frauenwies zu Prackenbach
- Froschau zu Langdorf
- Froschaumühle zu Langdorf
- Füllersäge zu Bischofsmais
- Furth zu Zachenberg
- Furthmühle zu Kirchberg i.Wald
- Furthof zu Geiersthal

↑ Zurück zum Inhaltsverzeichnis

### G
- Gabelhof zu Drachselsried
- Gaisruck zu Zachenberg
- Gehmannsberg zu Rinchnach
- Geiersthal
- Geigenmühle zu Prackenbach
- Gfradert zu Kirchberg i.Wald
- Gießhübl zu Gotteszell
- Giggenried zu Zachenberg
- Ginselsried zu Bischofsmais
- Glasberg zu Zwiesel
- Glaserhäuser zu Frauenau
- Glashütte zu Bodenmais
- Gmeinholz zu Viechtach
- Gnad zu Kollnburg
- Göllhorn zu Kollnburg
- Gotteszell
- Gotteszell zu Zachenberg
- Göttleinsberg zu Zachenberg
- Gottlesried zu Zachenberg
- Göttlhof zu Kollnburg
- Grafenried zu Drachselsried
- Grafhütte zu Bayerisch Eisenstein
- Grandmühle zu Geiersthal
- Griesbach zu Zwiesel
- Gröllerhaus zu Viechtach
- Großbärnbach zu Bischofsmais
- Grossenau zu Viechtach
- Großloitzenried zu Rinchnach
- Großseiboldsried zu Regen
- Grub zu Kollnburg
- Grub zu Prackenbach
- Grub zu Rinchnach
- Grubhof zu Viechtach
- Grün zu Achslach
- Grünbach zu Kirchdorf i.Wald
- Grünbach zu Patersdorf
- Grünbichl zu Kirchdorf i.Wald
- Grund zu Drachselsried
- Gscheidbühl zu Viechtach
- Gstadt zu Viechtach
- Gstaudach zu Böbrach
- Gsteinach zu Kollnburg
- Gumbach zu Viechtach
- Gumpenried zu Geiersthal
- Gutendorf zu Arnbruck

↑ Zurück zum Inhaltsverzeichnis

### H
- Haberbühl zu Drachselsried
- Haberbühl zu Kollnburg
- Haberleuthen zu Zachenberg
- Haberröhren zu Gotteszell
- Habischried zu Bischofsmais
- Hafenried zu Zachenberg
- Hagengrub zu Prackenbach
- Hahnburg zu Ruhmannsfelden
- Haid zu Kirchdorf i.Wald
- Haid zu Viechtach
- Haid am Sand zu Geiersthal
- Haidberg zu Geiersthal
- Haidenberg zu Patersdorf
- Haiderhof zu Kollnburg
- Haidhof zu Geiersthal
- Haidsberg zu Böbrach
- Hammermühl zu Böbrach
- Hampermühle zu Patersdorf
- Händlern zu Kollnburg
- Handling zu Patersdorf
- Hangenleithen zu Kirchberg i.Wald
- Harlachberg zu Bodenmais
- Harnberg zu Viechtach
- Hartbühl zu Viechtach
- Harthof zu Patersdorf
- Hartmannsberg zu Kollnburg
- Hartmannsgrub zu Geiersthal
- Hartwachsried zu Bischofsmais
- Haselbach zu Viechtach
- Hasmannsried zu Zachenberg
- Hausermühle zu Zachenberg
- Häuslern zu Patersdorf
- Heiligenwies zu Prackenbach
- Heilmberg zu Prackenbach
- Heinzlhof zu Viechtach
- Heitzenzell zu Viechtach
- Hermannsried zu Bischofsmais
- Herrnmühle zu Rinchnach
- Herzogsäge zu Prackenbach
- Hetzelsdorf zu Prackenbach
- Hienhardt zu Achslach
- Hilb zu Kollnburg
- Himmelwies zu Kollnburg
- Hinhart zu Kirchdorf i.Wald
- Hinkhof zu Viechtach
- Hintberg zu Kirchberg i.Wald
- Hinterberg zu Geiersthal
- Hinterberg zu Kollnburg
- Hinterdietzberg zu Zachenberg
- Hinterhagengrub zu Prackenbach
- Hinterholzen zu Kollnburg
- Hinterleuthen zu Patersdorf
- Hintermaulendorf zu Prackenbach
- Hinterviechtach zu Kollnburg
- Hirschbach zu Lindberg
- Höbing zu Arnbruck
- Hochau zu Zachenberg
- Hochbruck zu Bischofsmais
- Hochdorf zu Bischofsmais
- Hochgart zu Gotteszell
- Hochstraß zu Kollnburg
- Hochstraße zu Ruhmannsfelden
- Hochweid zu Gotteszell
- Hof zu Kollnburg
- Höfen zu Kollnburg
- Höfing zu Geiersthal
- Hofpoint zu Achslach
- Hofstatt zu Teisnach
- Hohenleithen zu Viechtach
- Hohenried zu Achslach
- Höhmannsbühl zu Böbrach
- Höllenstein zu Viechtach
- Höllmannsried zu Kirchberg i.Wald
- Holzapflern zu Kollnburg
- Holzhaus zu Geiersthal
- Holzmühle zu Kirchberg i.Wald
- Holzwies zu Geiersthal
- Hönigsgrub zu Rinchnach
- Hornhof zu Kollnburg
- Hötzelsried zu Arnbruck
- Huberhof zu Regen
- Huberweid zu Ruhmannsfelden
- Huttersberg zu Viechtach

↑ Zurück zum Inhaltsverzeichnis

### I
- Igleinsberg zu Prackenbach
- Innenried zu Zwiesel
- Irlach zu Patersdorf
- Irlach zu Viechtach
- Irlseign zu Viechtach

↑ Zurück zum Inhaltsverzeichnis

### J
- Jägerhaus zu Böbrach
- Jägerwies zu Bischofsmais
- Jungmaierhütte zu Lindberg

↑ Zurück zum Inhaltsverzeichnis

### K
- Kager zu Achslach
- Kager zu Prackenbach
- Kager zu Viechtach
- Kagerhof zu Regen
- Kagermühle zu Kollnburg
- Kaikenried zu Teisnach
- Kalteck zu Achslach
- Kaltenbrunn zu Bischofsmais
- Kaltenbrunn zu Kirchberg i.Wald
- Kaltenbrunn zu Viechtach
- Kalvarienberg zu Gotteszell
- Kammeraitnach zu Kollnburg
- Kammersdorf zu Geiersthal
- Kandlbach zu Rinchnach
- Kandlerhof zu Kollnburg
- Kapfham zu Rinchnach
- Karglhof zu Kollnburg
- Karlhammer zu Bodenmais
- Kasberg zu Rinchnach
- Käsermühl zu Bischofsmais
- Kastlmühle zu Viechtach
- Kattersdorf zu Regen
- Katzenbach zu Böbrach
- Kerschlhöh zu Regen
- Kirchaitnach zu Kollnburg
- Kirchberg i.Wald
- Kirchdorf i.Wald
- Kirchdorföd zu Kirchdorf i.Wald
- Kirchweg zu Zachenberg
- Klafferhof zu Langdorf
- Klaffermühle zu Langdorf
- Klause zu Bodenmais
- Klautzenbach zu Zwiesel
- Kleinbärnbach zu Bischofsmais
- Kleinloitzenried zu Kirchberg i.Wald
- Kleinried zu Zachenberg
- Kleinseiboldsried zu Regen
- Klessing zu Rinchnach
- Klessing zu Zachenberg
- Knabenhof zu Patersdorf
- Köckersried zu Zachenberg
- Kogl zu Achslach
- Kohlau zu Rinchnach
- Kohlnberg zu Langdorf
- Kohlplatz zu Bodenmais
- Kolbersbach zu Drachselsried
- Kollnburg
- Kothinghammer zu Bodenmais
- Kottinggrub zu Achslach
- Krailing zu Prackenbach
- Kreilstein zu Prackenbach
- Kreuzbuche zu Viechtach
- Kreuzerhof zu Regen
- Kreuzseign zu Bodenmais
- Kreuzstiegl zu Viechtach
- Kreuzstraßl zu Lindberg
- Kronberg zu Viechtach
- Kronberghäng zu Viechtach
- Kronhammer zu Böbrach
- Kühhof zu Regen

↑ Zurück zum Inhaltsverzeichnis

### L
- Laiflitz zu Kirchberg i.Wald
- Lammerbach zu Viechtach
- Lämmersdorf zu Zachenberg
- Langbruck zu Bischofsmais
- Langdorf
- Lehen zu Kollnburg
- Lehen zu Lindberg
- Lehen zu Prackenbach
- Lerchenfeld zu Viechtach
- Lerchenholz zu Arnbruck
- Lesmannsried zu Drachselsried
- Leuthen zu Achslach
- Leuthen zu Kollnburg
- Leuthen zu Prackenbach
- Leuthen zu Zachenberg
- Leuthenmühle zu Ruhmannsfelden
- Leuthenmühle zu Viechtach
- Lexanger zu Prackenbach
- Lichtenthal zu Zwiesel
- Liebhof zu Kollnburg
- Lindberg
- Lindbergmühle zu Lindberg
- Linden zu Frauenau
- Linden zu Geiersthal
- Lindenau zu Achslach
- Lindl zu Viechtach
- Lobertsried zu Zachenberg
- Ludwigsthal zu Lindberg
- Lüftenegg zu Frauenau

↑ Zurück zum Inhaltsverzeichnis

### M
- Madlholz zu Geiersthal
- Maierhof zu Kollnburg
- Maierhof zu Prackenbach
- Mais zu Bodenmais
- Maisried zu Böbrach
- March zu Regen
- Marienthal zu Geiersthal
- Maschenberg zu Regen
- Masselsried zu Patersdorf
- Matzelsried zu Regen
- Mehlbach zu Kollnburg
- Meidengrub zu Prackenbach
- Meindlgrub zu Böbrach
- Metten zu Regen
- Miesleuthen zu Bodenmais
- Mitterbichl zu Kirchberg i.Wald
- Mitterdorf zu Prackenbach
- Mittergrößling zu Kollnburg
- Moosbach zu Prackenbach
- Moosbacherau zu Prackenbach
- Moosberg zu Prackenbach
- Mooshof zu Bodenmais
- Mooshof zu Patersdorf
- Moosleuthen zu Viechtach
- Müllersdorf zu Kollnburg
- Multernhäusl zu Ruhmannsfelden
- Münchshöfen zu Kollnburg
- Muschenried zu Zachenberg

↑ Zurück zum Inhaltsverzeichnis

### N
- Nebelberg zu Langdorf
- Nebenweg zu Viechtach
- Neidling zu Kollnburg
- Neigerhöhe zu Regen
- Neigermühle zu Regen
- Neubau zu Gotteszell
- Neuhäusl zu Prackenbach
- Neuhütte zu Bayerisch Eisenstein
- Neumühle zu Patersdorf
- Neumühle zu Prackenbach
- Neunußberg zu Viechtach
- Neusohl zu Regen
- Neuwaldhaus zu Bayerisch Eisenstein
- Niederndorf zu Arnbruck
- Nößling zu Kollnburg

↑ Zurück zum Inhaltsverzeichnis

### O
- Oberasberg zu Rinchnach
- Oberauerkiel zu Böbrach
- Oberbreitenau zu Bischofsmais
- Oberbrettersbach zu Viechtach
- Oberfrauenau zu Frauenau
- Obergrößling zu Kollnburg
- Oberhofen zu Kollnburg
- Oberhöfen zu Viechtach
- Oberleiten zu Geiersthal
- Oberlindbergmühle zu Lindberg
- Oberlohwies zu Bodenmais
- Oberlüftenegg zu Frauenau
- Obermitterdorf zu Regen
- Obermühle zu Prackenbach
- Obernaglbach zu Kirchberg i.Wald
- Oberneumais zu Regen
- Oberreisach zu Prackenbach
- Oberried zu Bischofsmais
- Oberried zu Drachselsried
- Oberriedl zu Kollnburg
- Oberrubendorf zu Prackenbach
- Oberstein zu Prackenbach
- Obersteinbühl zu Kollnburg
- Obersteinhaus zu Böbrach
- Oberzwieselau zu Lindberg
- Ochsenberg zu Zachenberg
- Öd zu Böbrach
- Ödland zu Prackenbach
- Oed zu Achslach
- Oed zu Bischofsmais
- Oed zu Kollnburg
- Oed zu Teisnach
- Oedhof zu Kollnburg
- Oedwies zu Achslach
- Ogleinsmais zu Kollnburg
- Oleumhütte zu Regen
- Ottenberg zu Kirchberg i.Wald

↑ Zurück zum Inhaltsverzeichnis

### P
- Patersdorf
- Paulisäge zu Langdorf
- Penzrain zu Viechtach
- Perlesried zu Patersdorf
- Pfaffenzell zu Viechtach
- Pfahl zu Viechtach
- Pfefferhaus zu Böbrach
- Pfistermühle zu Regen
- Pfranzgrub zu Geiersthal
- Piflitz zu Geiersthal
- Pignet zu Viechtach
- Pimmern zu Kollnburg
- Pirka zu Viechtach
- Plöß zu Viechtach
- Pochermühle zu Lindberg
- Pointmannsgrub zu Zachenberg
- Pometsau zu Regen
- Poppenzell zu Viechtach
- Poschetsried zu Regen
- Poschingerhütte zu Arnbruck
- Prackenbach
- Prenning zu Patersdorf
- Pröllersäge zu Kollnburg
- Prünst zu Patersdorf
- Pulvermühle zu Ruhmannsfelden

↑ Zurück zum Inhaltsverzeichnis

### R
- Rabenstein zu Ruhmannsfelden
- Rabenstein zu Zwiesel
- Raindorf zu Kirchberg i.Wald
- Raklern zu Kollnburg
- Ramersdorf zu Kollnburg
- Randsburg zu Achslach
- Rannersdorf zu Viechtach
- Rappendorf zu Arnbruck
- Raschau zu Böbrach
- Raßmann zu Kollnburg
- Rattersberg zu Prackenbach
- Rattersberg zu Viechtach
- Rauhbühl zu Viechtach
- Rechertsried zu Kollnburg
- Regen
- Regenhütte zu Bayerisch Eisenstein
- Rehberg zu Drachselsried
- Reibenmühle zu Viechtach
- Reichertsried zu Kirchberg i.Wald
- Reichsdorf zu Kollnburg
- Reifberg zu Frauenau
- Reilbrunn zu Viechtach
- Reilhäng zu Viechtach
- Reilhof zu Viechtach
- Reilwies zu Viechtach
- Reinhartsmais zu Regen
- Reisach zu Kollnburg
- Reisachmühle zu Langdorf
- Reisachmühle zu Zachenberg
- Reiserberg zu Viechtach
- Rettenberg zu Böbrach
- Richtplatz zu Regen
- Ried zu Rinchnach
- Riedham zu Regen
- Riedl zu Arnbruck
- Riedlberg zu Drachselsried
- Riedmühle zu Viechtach
- Rieglkopf zu Kollnburg
- Ries zu Viechtach
- Rieshaus zu Lindberg
- Rimbeck zu Achslach
- Rinchnach
- Rinchnachmündt zu Regen
- Rittmannsberg zu Viechtach
- Ritzmais zu Bischofsmais
- Ritzmaisersäg zu Bischofsmais
- Rohrbach zu Regen
- Röhrlhof zu Arnbruck
- Röhrnachmühle zu Kirchdorf i.Wald
- Roppendorf zu Böbrach
- Rothenbühl zu Viechtach
- Rugenhof zu Viechtach
- Rugenmühle zu Viechtach
- Ruhmannsdorf zu Prackenbach
- Ruhmannsfelden

↑ Zurück zum Inhaltsverzeichnis

### S
- Sägmühle zu Viechtach
- Sallitz zu Regen
- Sankt Hermann zu Bischofsmais
- Sattel zu Kollnburg
- Schachten zu Frauenau
- Schachtenbach zu Bayerisch Eisenstein
- Schachtenhaus zu Lindberg
- Schareben zu Drachselsried
- Schauerhof zu Regen
- Schedlhof zu Arnbruck
- Scheibe zu Bischofsmais
- Scheuereck zu Lindberg
- Schlag zu Kirchdorf i.Wald
- Schlatzendorf zu Viechtach
- Schleeberg zu Kirchberg i.Wald
- Schleicher zu Lindberg
- Schlossau zu Regen
- Schmalzgrub zu Böbrach
- Schmidaitnach zu Kollnburg
- Schmidweide zu Viechtach
- Schnitzhof zu Viechtach
- Schnitzmühle zu Viechtach
- Schochert zu Regen
- Schollenried zu Regen
- Schön zu Patersdorf
- Schönanger zu Rinchnach
- Schönau zu Viechtach
- Schönbach zu Drachselsried
- Schönberg zu Patersdorf
- Schönbrunn zu Kirchberg i.Wald
- Schöneck zu Langdorf
- Schönhöh zu Regen
- Schöpferhof zu Prackenbach
- Schreindorf zu Achslach
- Schreinermühle zu Kollnburg
- Schrollhof zu Böbrach
- Schützenhof zu Regen
- Schwaben zu Prackenbach
- Schwabwies zu Prackenbach
- Schwaighof zu Regen
- Schwalstein zu Viechtach
- Schwarzach zu Langdorf
- Schwarzen zu Patersdorf
- Schwarzendorf zu Prackenbach
- Schwarzgrub zu Kollnburg
- Schwarzhof zu Kollnburg
- Schweinberg zu Kollnburg
- Schweinberger Mühle zu Kollnburg
- Schweinhütt zu Regen
- Schwellhäusl zu Bayerisch Eisenstein
- Schwibleinsberg zu Viechtach
- Sedlhof zu Kollnburg
- Seebachhütte zu Bayerisch Eisenstein
- Seebachschleife zu Bayerisch Eisenstein
- Seiboldsried vorm Wald zu Bischofsmais
- Seigersdorf zu Geiersthal
- Sickermühle zu Kollnburg
- Silberberg zu Bodenmais
- Sindorf zu Arnbruck
- Sitzhof zu Rinchnach
- Sohl zu Teisnach
- Sölden zu Rinchnach
- Sommersberg zu Kirchberg i.Wald
- Spiegelhütte zu Lindberg
- Spirkhof zu Gotteszell
- Spitalhof zu Regen
- Stadl zu Rinchnach
- Stadlhof zu Kirchberg i.Wald
- Stadlhof zu Teisnach
- Stadlmühle zu Rinchnach
- Staudenschedl zu Drachselsried
- Steffelhof zu Kollnburg
- Stegmühle zu Ruhmannsfelden
- Stegwiese zu Bischofsmais
- Stein zu Böbrach
- Stein zu Kollnburg
- Stein zu Viechtach
- Steinbreiten zu Ruhmannsfelden
- Steineröd zu Patersdorf
- Steinhof zu Prackenbach
- Steinhütte zu Bayerisch Eisenstein
- Steinmühle zu Prackenbach
- Sternhammer zu Bodenmais
- Stockerholz zu Ruhmannsfelden
- Stockhof zu Viechtach
- Stockwiese zu Viechtach
- Streit zu Arnbruck
- Sumpering zu Regen
- Sündweging zu Patersdorf

↑ Zurück zum Inhaltsverzeichnis

### T
- Tafertshof zu Kollnburg
- Tafertshof zu Prackenbach
- Tafertsried zu Gotteszell
- Tafnern zu Kollnburg
- Taging zu Kollnburg
- Tanzstadl zu Kollnburg
- Täublhof zu Kollnburg
- Täublmühle zu Kollnburg
- Tausendbach zu Regen
- Teisnach
- Teufelstisch zu Bischofsmais
- Thalersdorf zu Arnbruck
- Thanhof zu Regen
- Thannhof zu Prackenbach
- Theresienthal zu Zwiesel
- Thurnhof zu Regen
- Tradweging zu Patersdorf
- Trametsried zu Kirchdorf i.Wald
- Trautmannsried zu Arnbruck
- Tresdorf zu Prackenbach
- Triefenried zu Zachenberg
- Triendlmühle zu Teisnach

↑ Zurück zum Inhaltsverzeichnis

### U
- Unterasberg zu Rinchnach
- Unterauerkiel zu Böbrach
- Unterberging zu Geiersthal
- Unterbreitenau zu Bischofsmais
- Unterbrettersbach zu Viechtach
- Unterdornach zu Kollnburg
- Untergrößling zu Kollnburg
- Unterlohwies zu Bodenmais
- Untermitterdorf zu Kirchberg i.Wald
- Unternaglbach zu Kirchberg i.Wald
- Unterneumais zu Kirchberg i.Wald
- Unterreisach zu Prackenbach
- Unterried zu Drachselsried
- Unterriedl zu Kollnburg
- Unterrubendorf zu Prackenbach
- Untersteinbühl zu Kollnburg
- Untersteinhaus zu Bodenmais
- Unterzwieselau zu Lindberg

↑ Zurück zum Inhaltsverzeichnis

### V
- Viechtach
- Viechtafell zu Prackenbach
- Viertlweggrub zu Geiersthal
- Vogelsang zu Gotteszell
- Voggenried zu Rinchnach
- Voggenzell zu Prackenbach
- Voglmühle zu Kirchberg i.Wald
- Vorderau zu Kollnburg
- Vorderdietzberg zu Zachenberg
- Vorderpiflitz zu Geiersthal
- Vormühle zu Prackenbach

↑ Zurück zum Inhaltsverzeichnis

### W
- Waid zu Bodenmais
- Waldhaus zu Gotteszell
- Waldhaus zu Kirchdorf i.Wald
- Waldhof zu Kollnburg
- Waldmann zu Langdorf
- Wandelmühle zu Zachenberg
- Wastlsäg zu Bischofsmais
- Weggütl zu Kollnburg
- Weghof zu Achslach
- Weghof zu Böbrach
- Weging zu Geiersthal
- Weichselsried zu Zachenberg
- Weiden zu Teisnach
- Weidenhof zu Arnbruck
- Weidhaus zu Kollnburg
- Weidwies zu Patersdorf
- Weigelsberg zu Viechtach
- Weiherhäuser zu Gotteszell
- Weihmannsried zu Gotteszell
- Weinhartsau zu Kollnburg
- Weißenstein zu Regen
- Weißensteiner-Au zu Regen
- Wetterstein zu Kollnburg
- Wetzelsdorf zu Teisnach
- Wickersdorf zu Regen
- Widdersdorf zu Rinchnach
- Wieden zu Achslach
- Wiedenhof zu Prackenbach
- Wiedenmühle zu Prackenbach
- Wies zu Kollnburg
- Wieshof zu Böbrach
- Wieshof zu Drachselsried
- Wieshof zu Kollnburg
- Wieshof zu Kollnburg
- Wieshof zu Regen
- Wiesing zu Viechtach
- Wildtier zu Patersdorf
- Windschnur zu Regen
- Windsprach zu Kollnburg
- Winklern zu Kollnburg
- Winterlehen zu Kollnburg
- Wittmannsberg zu Gotteszell
- Wolfau zu Kirchberg i.Wald
- Wolfersbach zu Bischofsmais
- Wolfertsried zu Achslach
- Wolfsberg zu Zachenberg
- Wurz zu Arnbruck
- Wurz zu Viechtach

↑ Zurück zum Inhaltsverzeichnis

### Z
- Zachenberg
- Zahrmühle zu Kollnburg
- Zapfenried zu Rinchnach
- Zeitlau zu Prackenbach
- Zeitlhof zu Achslach
- Zeitlhof zu Prackenbach
- Zeitlsäge zu Achslach
- Zell zu Frauenau
- Zell zu Kirchberg i.Wald
- Zell zu Prackenbach
- Zellermühle zu Kirchdorf i.Wald
- Zieglhütte zu Viechtach
- Zierbach zu Zachenberg
- Zießelsberg zu Viechtach
- Zimmerau zu Rinchnach
- Zinkenried zu Teisnach
- Zottling zu Patersdorf
- Zuckenried zu Patersdorf
- Zwiesel
- Zwieselau zu Frauenau
- Zwieselberg zu Zwiesel
- Zwieslerwaldhaus zu Lindberg

↑ Zurück zum Inhaltsverzeichnis